# 富山県道58号高岡小杉線
富山県道58号高岡小杉線（とやまけんどう58ごう たかおかこすぎせん）は、富山県高岡市から射水市に至る主要地方道に指定された県道である。
南郷道路の別称を持つ。

## 概要
高岡市中心部と北陸自動車道小杉ICを短絡する道路である。
高岡駅前交差点（高岡駅北側）を起点とする。同駅東側で線路を跨ぎ南下、新高岡駅やイオンモール高岡の東側を通過する。二塚交差点で能越自動車道高岡ICから東進してきた富山県道57号高岡環状線と合流後、東に向きを変え、小杉IC近傍の五歩一交差点で終点となる。
2008年（平成20年）11月30日、富山県道9号富山戸出小矢部線の射水市串田・高岡市常国間バイパスが開通したことにより、小杉IC方面から小矢部方面および戸出方面へ行く案内標識は、 同県道が交差する生源寺交差点から、串田で同県道に連絡する道路が交差する布目沢（西）交差点に変更された。
終点の五歩一交差点を東へ走ると、富山県道367号串田新黒河線、富山県道9号富山戸出小矢部線バイパス、富山県道62号富山小杉線を通じて富山市の有沢橋へと至る。高岡市の南郷大橋から富山市の有沢橋にかけて、4つの県道で1本の路線を形成しており、国道8号、富山県道44号富山高岡線と共に、富山市と高岡市を結ぶ重要路線となっている。
国道8号は富山市街地からかなり離れておりアクセスが悪いこと、県道富山高岡線はほぼ全線2車線で混雑箇所が多いことなどのデメリット面が挙げられるが、本路線は両都市の市街地に近い場所へ通じており、全線4車線である。
渋滞ポイントの国道472号と交差する五歩一交差点は、立体化されることが決定し、2016年度より事業着手しているが、完成時期は未定。

### 路線データ
- 起点 : 富山県高岡市下関町（高岡駅前交差点、富山県道23号高岡停車場線・富山県道247号中川南町線交点）
- 終点 : 富山県射水市上野（五歩一交差点、国道472号・富山県道367号串田新黒河線交点）

## 歴史
- 1974年（昭和49年）10月 - 予定路線発表[3]。
- 1983年（昭和58年）7月11日 - 全線開通[1]。
- 1993年（平成5年）5月11日 - 建設省から、県道高岡小杉線が高岡小杉線として主要地方道に指定される[4]。
- 1995年（平成7年）9月4日 - 広上交差点 - 五歩一交差点間が4車線化[5]。

かつては『高岡婦中線』の名称で、高岡市と婦中町（現・富山市）を結ぶルートであった（国道472号指定の際に小杉町 - 婦中町間が国道472号に転用された）。

## 路線状況

### 重複区間
- 富山県道247号中川南町線（高岡市下関町・高岡駅前交差点 - 高岡市下関町・下関町交差点）

## 地理

### 通過する自治体
- 富山県
  - 高岡市 - 射水市

### 交差する道路
- 富山県道23号高岡停車場線・富山県道247号中川南町線（高岡市下関町・高岡駅前交差点、起点）
- 富山県道247号中川南町線（高岡市下関町・下関町交差点）
- 富山県道73号高岡青井谷線（高岡市駅南・舘川町交差点）
- 富山県道57号高岡環状線（高岡市二塚・二塚交差点）
- 富山県道352号広上大門新線（射水市上条・広上口交差点）
- 富山県道11号新湊庄川線（射水市上条・小泉交差点）
- 富山県道239号井栗谷大門線（射水市串田・牧田交差点）
- 富山県道73号高岡青井谷線（射水市市井・市井交差点）
- 富山県道9号富山戸出小矢部線（射水市生源寺・生源寺交差点）
- 国道472号・富山県道367号串田新黒河線（射水市上野・五歩一交差点、終点）

### 沿線
- あいの風とやま鉄道、JR西日本
  - 高岡駅
- 万葉線高岡軌道線
  - 高岡駅停留場
- ウイング・ウイング高岡
  - 高岡市立中央図書館
  - 富山県立志貴野高等学校
- 読売新聞東京本社
  - 北陸支社
- イオンモール高岡
- 富山県産業創造センター（高岡テクノドーム）
- 小杉丸山遺跡
- 小杉流通センター
- 北陸自動車道
  - 小杉IC